# Selección femenina de fútbol sub-20 de China Taipéi
La selección de fútbol  femenino sub-20 de China Taipéi representa a la República de China en las competiciones internacionales de fútbol femenino en la categoría.  Su organización está a cargo de la Asociación de Fútbol de China Taipéi perteneciente a la AFC.

## Estadísticas

### Copa Mundial Femenina Sub-20
| Copa Mundial Femenina de Fútbol Sub-20. | Copa Mundial Femenina de Fútbol Sub-20. | Copa Mundial Femenina de Fútbol Sub-20. | Copa Mundial Femenina de Fútbol Sub-20. | Copa Mundial Femenina de Fútbol Sub-20. | Copa Mundial Femenina de Fútbol Sub-20. | Copa Mundial Femenina de Fútbol Sub-20. | Copa Mundial Femenina de Fútbol Sub-20. | Copa Mundial Femenina de Fútbol Sub-20. |             |
| Año                                     | Resultado                               | Posición                                | J                                       | G                                       | E                                       | P                                       | GF                                      | GC                                      |             |
| --------------------------------------- | --------------------------------------- | --------------------------------------- | --------------------------------------- | --------------------------------------- | --------------------------------------- | --------------------------------------- | --------------------------------------- | --------------------------------------- | ----------- |
| 2002                                    | Fase de grupos                          | 12º                                     | 3                                       | 0                                       | 0                                       | 3                                       | 1                                       | 15                                      |             |
| 2004                                    | No clasificó                            | No clasificó                            | No clasificó                            | No clasificó                            | No clasificó                            | No clasificó                            | No clasificó                            | No clasificó                            |             |
| 2006                                    | No clasificó                            | No clasificó                            | No clasificó                            | No clasificó                            | No clasificó                            | No clasificó                            | No clasificó                            | No clasificó                            |             |
| 2008                                    | No clasificó                            | No clasificó                            | No clasificó                            | No clasificó                            | No clasificó                            | No clasificó                            | No clasificó                            | No clasificó                            |             |
| 2010                                    | No clasificó                            | No clasificó                            | No clasificó                            | No clasificó                            | No clasificó                            | No clasificó                            | No clasificó                            | No clasificó                            |             |
| 2012                                    | No clasificó                            | No clasificó                            | No clasificó                            | No clasificó                            | No clasificó                            | No clasificó                            | No clasificó                            | No clasificó                            |             |
| 2014                                    | No clasificó                            | No clasificó                            | No clasificó                            | No clasificó                            | No clasificó                            | No clasificó                            | No clasificó                            | No clasificó                            |             |
| 2016                                    | No clasificó                            | No clasificó                            | No clasificó                            | No clasificó                            | No clasificó                            | No clasificó                            | No clasificó                            | No clasificó                            |             |
| 2018                                    | No clasificó                            | No clasificó                            | No clasificó                            | No clasificó                            | No clasificó                            | No clasificó                            | No clasificó                            | No clasificó                            |             |
| 2022                                    | No clasificó                            | No clasificó                            | No clasificó                            | No clasificó                            | No clasificó                            | No clasificó                            | No clasificó                            | No clasificó                            |             |
| 2024                                    | No clasificó                            | No clasificó                            | No clasificó                            | No clasificó                            | No clasificó                            | No clasificó                            | No clasificó                            | No clasificó                            |             |
| 2026                                    | Por definir                             | Por definir                             | Por definir                             | Por definir                             | Por definir                             | Por definir                             | Por definir                             | Por definir                             | Por definir |
| Total                                   | 1/11                                    | 33º                                     | 3                                       | 0                                       | 0                                       | 3                                       | 1                                       | 15                                      |             |

### Campeonato Sub-19 femenino de la AFC
| Campeonato Sub-19 femenino de la AFC. | Campeonato Sub-19 femenino de la AFC. | Campeonato Sub-19 femenino de la AFC. | Campeonato Sub-19 femenino de la AFC. | Campeonato Sub-19 femenino de la AFC. | Campeonato Sub-19 femenino de la AFC. | Campeonato Sub-19 femenino de la AFC. | Campeonato Sub-19 femenino de la AFC. |
| Año                                   | Resultado                             | J                                     | G                                     | E                                     | P                                     | GF                                    | GC                                    |
| ------------------------------------- | ------------------------------------- | ------------------------------------- | ------------------------------------- | ------------------------------------- | ------------------------------------- | ------------------------------------- | ------------------------------------- |
| 2002                                  | 2º                                    | 5                                     | 2                                     | 2                                     | 1                                     | 35                                    | 3                                     |
| 2004                                  | 5º                                    | 4                                     | 3                                     | 0                                     | 1                                     | 17                                    | 3                                     |
| 2006                                  | No clasificó                          | No clasificó                          | No clasificó                          | No clasificó                          | No clasificó                          | No clasificó                          | No clasificó                          |
| 2007                                  | 8º                                    | 3                                     | 0                                     | 0                                     | 3                                     | 0                                     | 13                                    |
| 2009                                  | 8º                                    | 3                                     | 0                                     | 0                                     | 3                                     | 0                                     | 11                                    |
| 2011                                  | No clasificó                          | No clasificó                          | No clasificó                          | No clasificó                          | No clasificó                          | No clasificó                          | No clasificó                          |
| 2013                                  | No clasificó                          | No clasificó                          | No clasificó                          | No clasificó                          | No clasificó                          | No clasificó                          | No clasificó                          |
| 2015                                  | No clasificó                          | No clasificó                          | No clasificó                          | No clasificó                          | No clasificó                          | No clasificó                          | No clasificó                          |
| 2017                                  | No clasificó                          | No clasificó                          | No clasificó                          | No clasificó                          | No clasificó                          | No clasificó                          | No clasificó                          |
| 2019                                  | No clasificó                          | No clasificó                          | No clasificó                          | No clasificó                          | No clasificó                          | No clasificó                          | No clasificó                          |
| 2022                                  | Por definir                           | Por definir                           | Por definir                           | Por definir                           | Por definir                           | Por definir                           | Por definir                           |
| Total                                 | 4/10                                  | 15                                    | 5                                     | 2                                     | 8                                     | 52                                    | 30                                    |